# ناحیه یلل
ناحیه یلل (به عربی: دائرة یلل) یک ناحیه در الجزایر است که در استان غلیزان واقع شده‌است.